# Chaker Zouaghi
Chaker Zouaghi (in arabo شاكر الزواغي‎?; Beja, 10 gennaio 1985) è un allenatore di calcio ed ex calciatore tunisino, di ruolo centrocampista.

## Carriera

### Club
Nel 2010 ha firmato un contratto con scadenza nel 2013 con lo Zurigo.

### Nazionale
Dal 2006 al 2008 ha militato nella Nazionale di calcio della Tunisia.